# Scorpion (processor)
Scorpion is de centrale verwerkingseenheid (Engels: CPU) in de Qualcomm Snapdragon-system-on-a-chipfamilie van de series S1 tot S3. Vanaf de S4-serie worden Krait-processors gebruikt.
De Scorpion is gebaseerd op de ARM-architectuur en heeft veel overeenkomsten met de ARM Cortex-A8 en ARM Cortex-A9. Qualcomm tekende eind 2005 de licentie met ARM om hun architectuur te gebruiken. De Scorpion werd in 2007 geïmplementeerd op de Snapdragonchipsets, waarmee Qualcomm de grootste mobiele chipsetfabrikant werd.